# Sekani
Le sekani ou tseʼkhene est une langue athapascane septentrionale parlée par les Sekanis dans le Nord de la Colombie britannique au Canada.
Selon Statistique Canada, en 2021, le sekani est la langue maternelle de 60 personnes au Canada.

## Écriture
Le tseʼkhene est écrit avec l’alphabet latin et parfois avec le syllabaire déné (en).